# 雲形

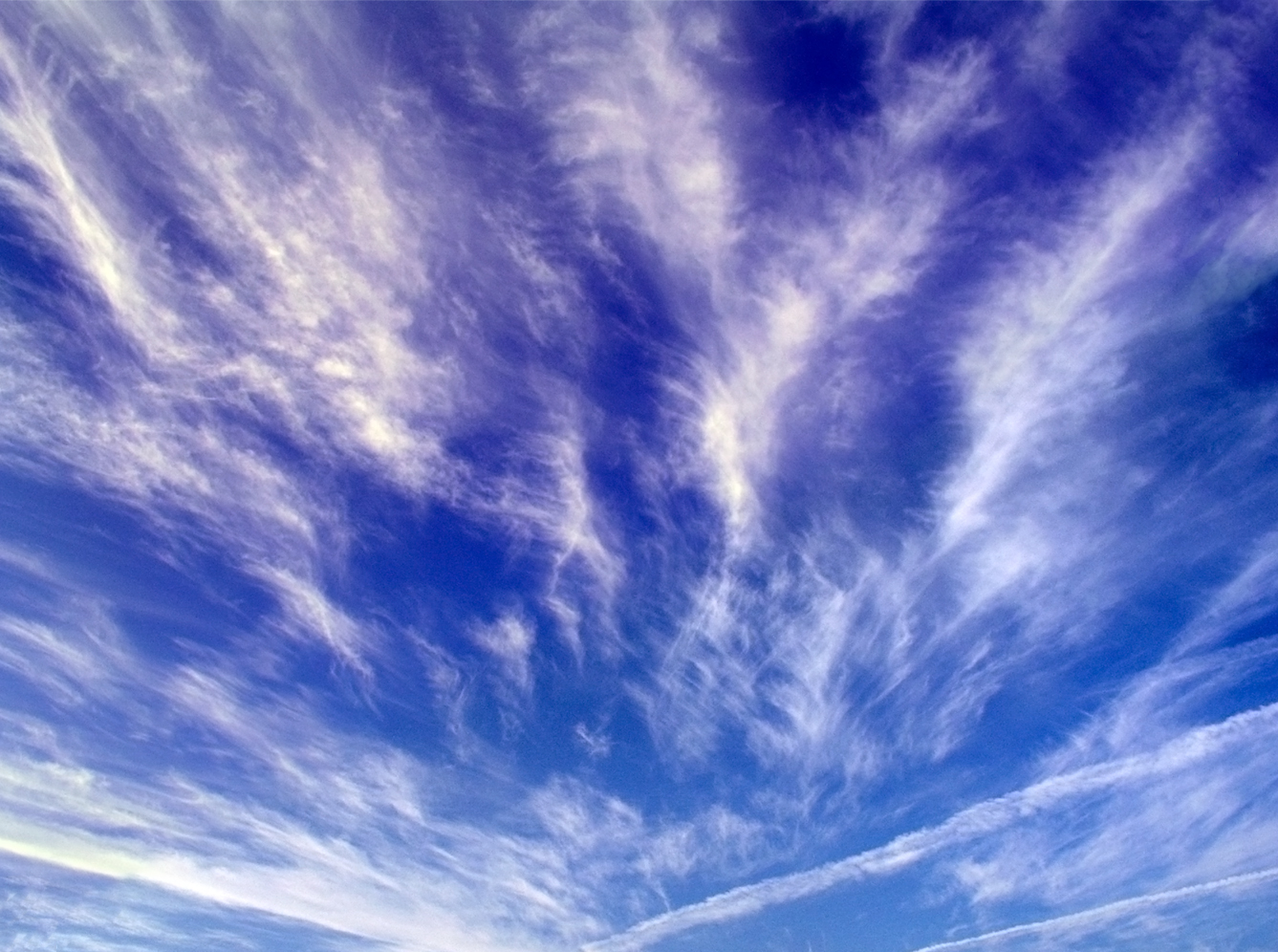
すじ雲（巻雲）

雲形（うんけい）とは、雲をその形状により分類したものである。雲級（うんきゅう）ともいう。
世界気象機関発行の『国際雲図帳』では雲をその大まかな形から10の「類」に分類しており、これを十種雲形（十種雲級）と呼ぶ。それぞれの類は、形の特徴や雲塊の組成などからさらに「種」に分類される。また、雲塊の配列、雲の透明度による細分類は「変種」と呼ばれる。さらに、部分的な特徴や、付随する雲がある場合には「副変種」として記される。また、地形などによって発生する雲は、十種雲形には含まれていない｡
分類の適用や排他性（重複分類の有無）は以下の通り。
- 絶えず変化し無数の形がある雲を、観測される典型的な形により分類したものが類・種・変種の体系。典型から典型へと変化する途中の中間的な雲はよく観察されるが、分類体系と大きく異なるわけではなくすぐに形を変えてしまうため、特に明記していない。非典型的なものを除いて、ほとんどの雲は類（十種雲形）に分類できる[1][2]。
- それぞれの類の雲は、ほとんどがいずれかの種に分類できる。基本的にひとつの種に分類する。ただし、2種以上に重複して分類する場合もある。また、どの種にも分類できないものもあって、その場合は種を示さない（類のみで表す）[2][3]。
- 種に重ねて、変種の分類が適用できる場合がある。一部を除き2変種以上に重複して分類できる場合がある。すべての雲がいずれかの変種に該当するわけではない[4]。
- 副変種は、一部の雲に現れることがある特徴や付随する雲を分類したもの[5][6]。
- 類・種・変種の体系とは別に、特殊な起源の雲Special clouds、成層圏以上の雲Upper atmospheric cloudsの分類も示されている[1]。

## 雲形分類表
| 基本形 | 基本形        | 種                                    | 変種                                                       | 部分的に特徴のある雲（副変種）                              | 付随して現れる雲（副変種）      |
| ------ | ------------- | ------------------------------------- | ---------------------------------------------------------- | ----------------------------------------------------------- | ------------------------------- |
| 上層雲 | 巻雲 （Ci）   | 毛状雲 鉤状雲 濃密雲 塔状雲 房状雲    | もつれ雲 放射状雲 肋骨雲 二重雲                            | 乳房雲 fluctus                                              | ―                               |
| 上層雲 | 巻積雲 （Cc） | 層状雲 レンズ雲 塔状雲 房状雲         | 波状雲 蜂の巣状雲                                          | 尾流雲 乳房雲 cavum                                         | ―                               |
| 上層雲 | 巻層雲 （Cs） | 毛状雲 霧状雲                         | 二重雲 波状雲                                              | ―                                                           | ―                               |
| 中層雲 | 高積雲 （Ac） | 層状雲 レンズ雲 塔状雲 房状雲 volutus | 半透明雲 隙間雲 不透明雲 二重雲 波状雲 放射状雲 蜂の巣状雲 | 尾流雲 乳房雲 cavum fluctus asperitas                       | ―                               |
| 中層雲 | 高層雲 （As） | ―                                     | 半透明雲 不透明雲 二重雲 波状雲 放射状雲                   | 尾流雲 降水雲 乳房雲                                        | ちぎれ雲                        |
| 中層雲 | 乱層雲 （Ns） | ―                                     | ―                                                          | 降水雲 尾流雲                                               | ちぎれ雲                        |
| 下層雲 | 層積雲 （Sc） | 層状雲 レンズ雲 塔状雲 房状雲 volutus | 半透明雲 隙間雲 不透明雲 二重雲 波状雲 放射状雲 蜂の巣状雲 | 尾流雲 乳房雲 降水雲 fluctus asperitas cavum                | ―                               |
| 下層雲 | 層雲 （St）   | 霧状雲 断片雲                         | 不透明雲 半透明雲 波状雲                                   | 降水雲 fluctus                                              | ―                               |
| 下層雲 | 積雲 （Cu）   | 扁平雲 並雲 雄大雲 断片雲             | 放射状雲                                                   | 尾流雲 降水雲 アーチ雲 fluctus 漏斗雲                       | 頭巾雲 ベール雲 ちぎれ雲        |
| 下層雲 | 積乱雲 （Cb） | 無毛雲 多毛雲                         | ―                                                          | 降水雲 尾流雲 かなとこ雲 乳房雲 アーチ雲 murus cauda 漏斗雲 | ちぎれ雲 頭巾雲 ベール雲 flumen |

「巻」――空の高いところにできる雲。
「高」――中層にできる雲。
「層」――のっぺり平らにひろがる雲。

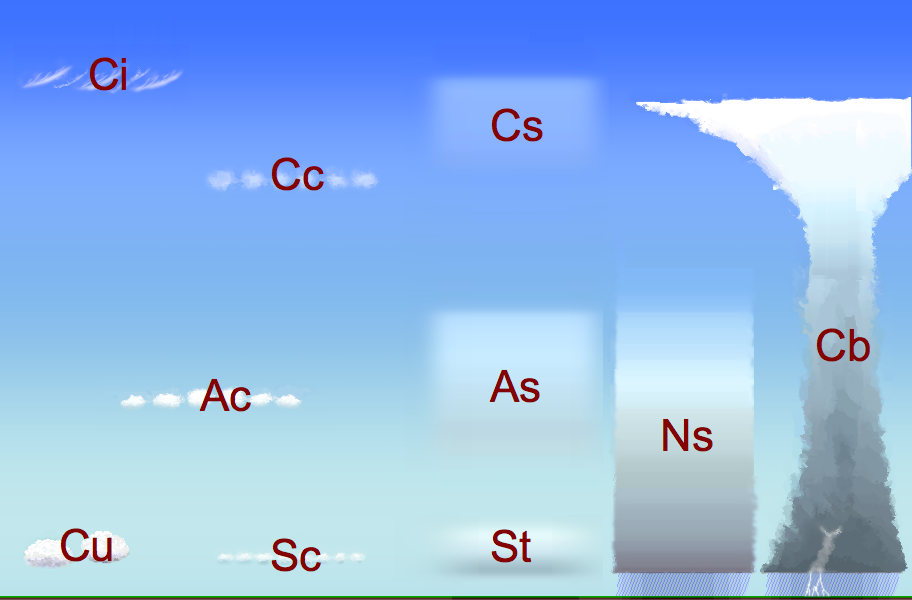
10基本形の分布高度の目安

「積」――もこもこしていて、空高くのびてゆく雲。
「乱」――雨を降らせる雲。

## 種の分類

レンズ雲（左上の雲）

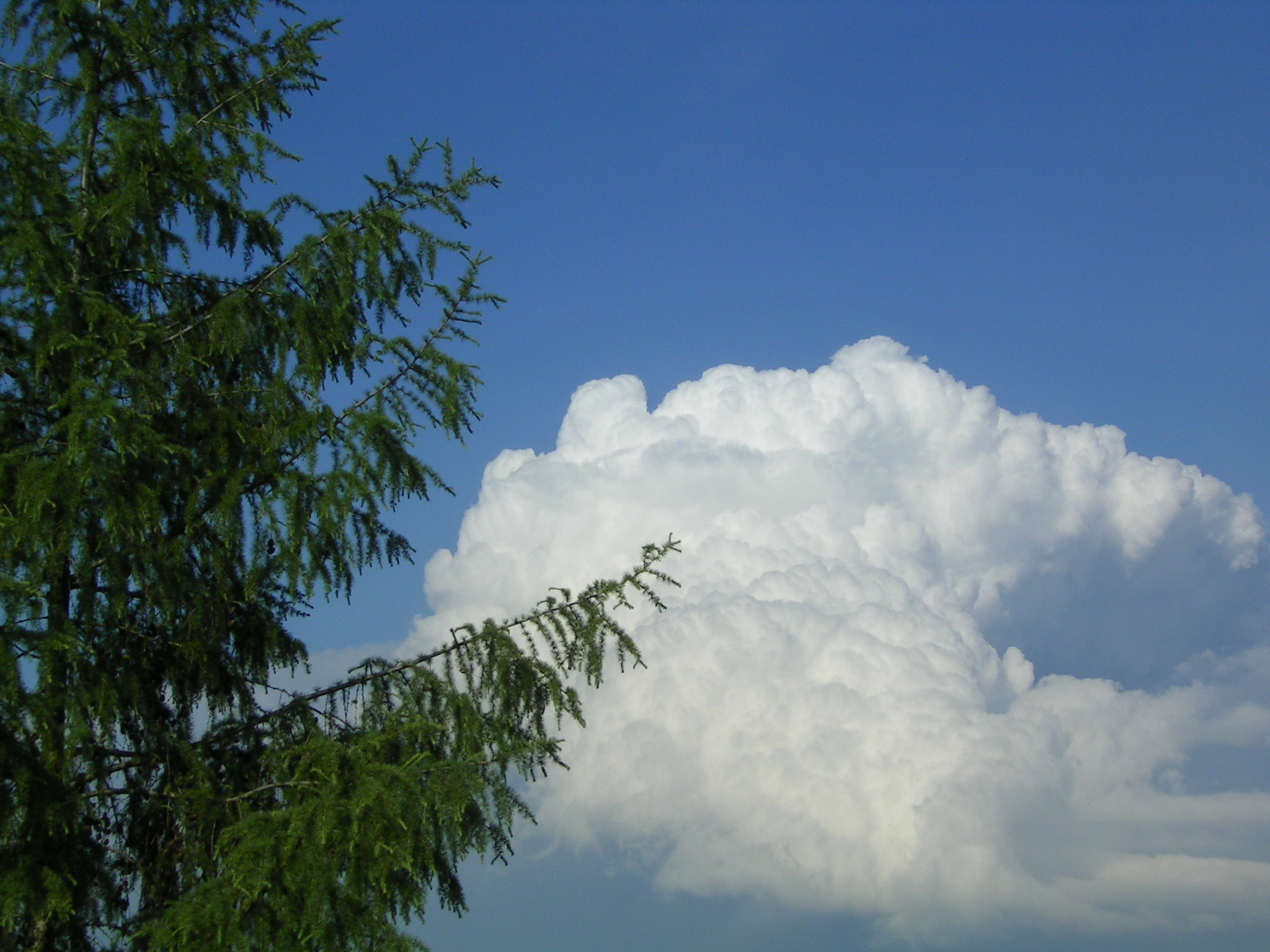
入道雲

毛状雲
毛状雲（fibratus、略号：fib.）は、細い筋状の雲の中で、先端がまっすぐなものをいう。巻雲、巻層雲に現れる。
鉤状雲
鉤状雲（uncinus、略号：unc.）は、細い筋状の雲の中で、先端が釣り針状に曲がっているものをいう。巻雲に現れる。
房状雲
房状雲（floccus、略号：flo.）は、巻雲・巻積雲・高積雲・層積雲に現れる種で、巻雲では雲の先が丸くなっているもの、巻積雲・高積雲では雲片が丸いものをいう。
濃密雲
濃密雲（spissatus、略号：spi.）は、厚く濃密な巻雲のこと。
塔状雲
塔状雲（castellanus、略号：cas.）は、上方へ塔のように伸びた雲をいう。巻雲、巻積雲、高積雲、層積雲に現れる。上昇気流が生じていることを示す雲種で、雨の前触れであることが多い。
層状雲
層状雲（stratiformis、略号：str.）は、空の大部分を層状に覆う雲をいう。巻積雲、高積雲、層積雲に現れる。
レンズ雲

レンズ雲（lenticularis、略号：len.）は、輪郭がレンズ型にはっきりしている雲をいう。巻積雲、層積雲に現れる。山の近くや風の影響でできる雲で、風が吹きはじめる前兆であることも多い。シェイクスピアは「定まらないような雲、それは風に吹かれ飛雲増大する」と評している。
霧状雲
霧状雲（nebulosus、略号：neb.）は、霧のようにかすんでいて輪郭の定まらない雲をいう。巻層雲、層雲に現れる。
断片雲
断片雲（fractus、略号：fra.）は、積雲・層雲がちぎれてできた切れ端をいう。
ひつじ雲などと呼ばれる。
扁平雲・並雲・雄大雲

積雲はその発達具合により名前がつけられている。扁平雲（humilis、略号：hum.）は、まだ発達しておらず雲頂の平らなもの、並雲（mediocris、略号：med.）は通常の積雲、雄大雲（congestus、略号：con.）は、雲頂が大きく盛り上がったいわゆる「入道雲」をいう。
volutus
volutus（略号：vol）は、水平に円柱状に伸びた雲をいう。高積雲、層積雲に現れる。
無毛雲・多毛雲
積乱雲もまた発達の度合いにより分類される。雲頂が毛羽立っていないものを無毛雲（calvus、略号：cal.）、発達して雲頂から毛状の雲が広がるものを多毛雲（capilatus、略号：cap.）という。

## 変種の分類
雲塊の配列と雲の透明度による特徴付けられた分類。半透明雲と不透明雲に限りどちらか一方しか適用しないが、このほかはひとつの雲に複数の変種が適用されることがある。
もつれ雲
筋がもつれたような状態の巻雲をもつれ雲（intortus、略号：in.）という。上空の風が弱いときに発生しやすく、この雲が出た後は晴天が続く場合が多い。
肋骨雲
肋骨雲（vetrebratus、略号：ve.）は、巻雲から横向きに筋が出て、魚の骨のような形に見える雲のこと。雨の前兆とされる。
放射状雲
放射状雲（radiatus、略号：ra.）は、空の広範囲に放射状に広がるように見える雲のこと。実際は平行な雲の列であるが、遠近感により放射状に見える。巻雲、高積雲、高層雲、層積雲、積雲に現れる。
二重雲
二重雲（duplicatus、略号：du.）は、同じ種類の雲が異なる高度で重なって出現している状態をいう。巻雲、巻層雲、高積雲、高層雲、層積雲で現れる。
波状雲
波状雲（undulatus、略号：un.）は、波のような模様で空を覆う雲のこと。巻積雲、巻層雲、高積雲、高層雲、層積雲、層雲で現れる。
蜂の巣状雲
蜂の巣状雲（lacunosus、略号：la.）は、蜂の巣状の穴が無数に開いた雲のこと。巻積雲、高積雲、層積雲で見られる。下降気流のあることを示し、好天の前触れとされる。
半透明雲・不透明雲
空を大きく覆っている高積雲・高層雲・層積雲・層雲のうち、比較的薄く太陽や月が透けて見える程度のものを半透明雲（translucidus、略号：tr.）、厚くて太陽や月を完全に隠すものを不透明雲（opacus、略号：op.）という。
隙間雲
隙間雲（perlucidus、略号：pe.）は、大きく広がった雲のうち、隙間があり空が見える状態にあるものをいう。高積雲、層積雲に現れる。

## 副変種の分類
雲形分類表では、種や変種と並び、部分的に特徴のある雲、付随して現れる雲に分けて分類が示されている。

### 部分的に特徴のある雲
雲本体の特徴として現れる形状で、一部が本体に繋がる形をとる場合もある。

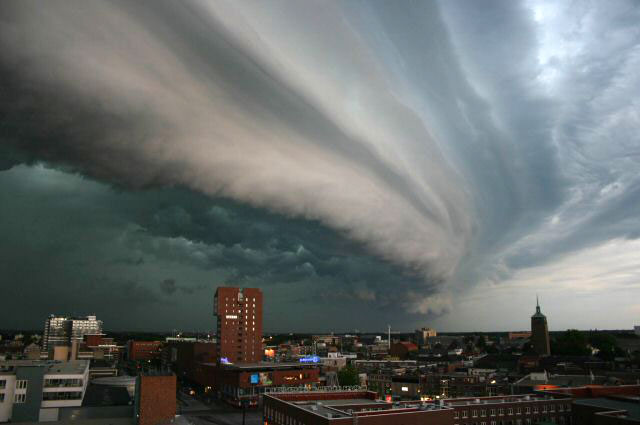
アーチ雲、前線の境目

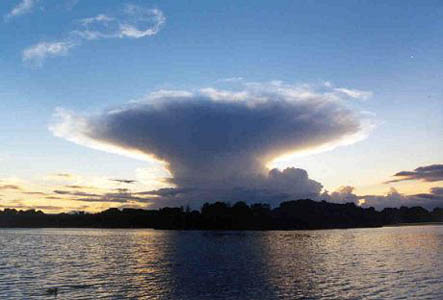
かなとこ雲
積乱雲が発達を続け対流圏と成層圏の境に達すると、上昇が妨げられ雲頂部は横に大きく広がる。この状態をかなとこ雲（incus、略号：inc.）という。

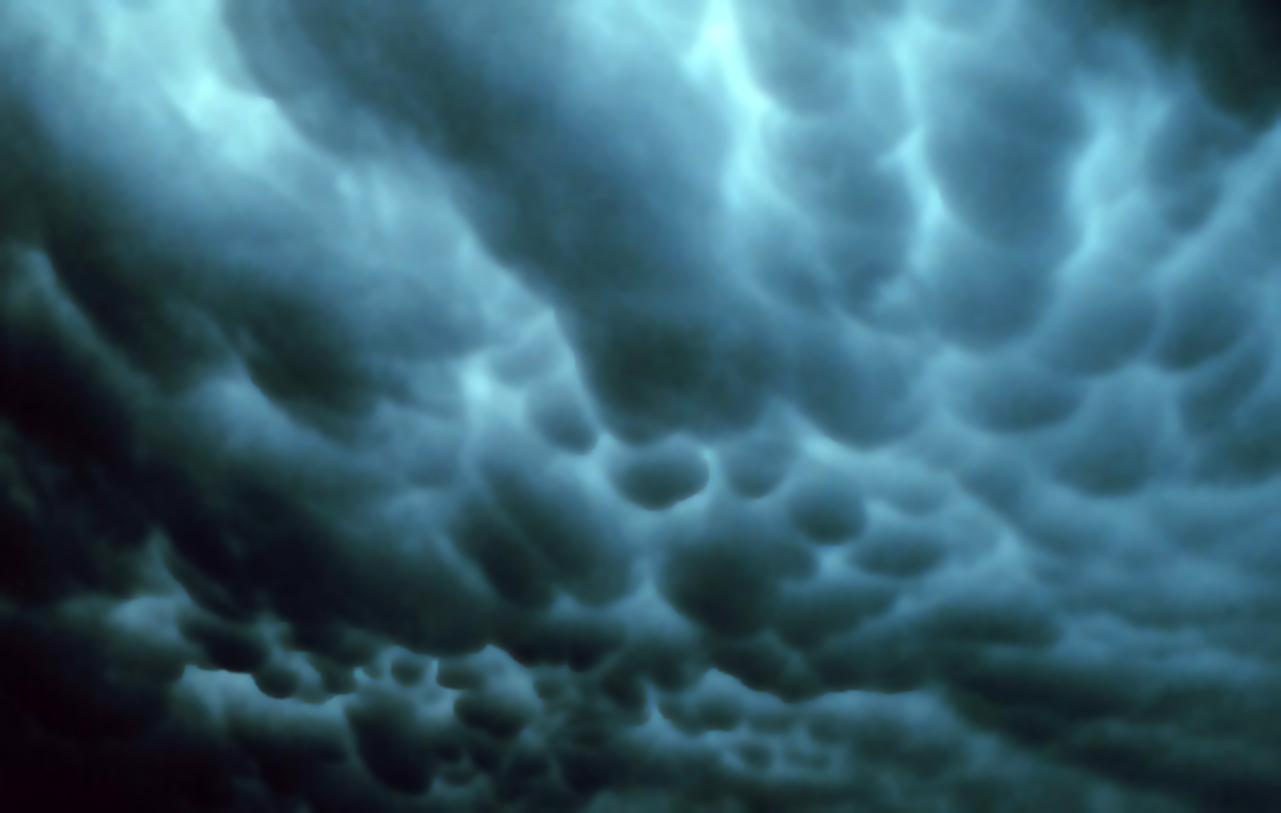
乳房雲
乳房雲（mamma、略号：mam.）は、雲底からこぶ状の雲が垂れ下がっている状態のこと。巻雲、巻積雲、高積雲、高層雲、層積雲、積乱雲に現れる。雲底で下降気流や渦流が発生しているとき発生し、大雨の前兆ともされる。
尾流雲
尾流雲（virga、略号：vir.）は、雲底から筋状の雲が垂れ下がっている状態のこと。地上に達しない降水による雲。巻積雲、高積雲、高層雲、層積雲、積乱雲、積雲、乱層雲に現れる。
cavum
cavum（略号：cav）は、雲に大きな丸い穴が開いた状態のこと。巻積雲、高積雲、層積雲に現れる。
fluctus
fluctus（略号：flu）は、雲の上面に現れる砕けた並みのような雲のことで、ケルビン・ヘルムホルツ波に対応する。巻雲、高積雲、層積雲、層雲、積雲に現れる。
asperitas
asperitas（略号：asp）は、雲底に現れる波のうねりのような形の雲のこと。高積雲、層積雲に現れる。
降水雲
降水雲（praecipitatio、略号：pra.）は、地上に達する降水に伴って雲底から下がる筋状の雲のこと。高層雲、層積雲、積乱雲、積雲、乱層雲、層雲に現れる。
アーチ雲
アーチ雲（arcus、略号：arc.）は、積雲・積乱雲の雲底にできるロール状の雲のこと。雲の下で強い対流が起こっているときに現れ、大雨になることも多い。
murus, cauda
積乱雲の下部に付随して、murus（略号：mur）は雲底から垂れ下がる壁のような雲、cauda（略号：cau）はmurusにつながる尻尾のような雲のこと。
漏斗雲
漏斗雲（tuba、略号：tub.）は、積雲・積乱雲の雲底から渦をまいて垂れ下がった漏斗状の雲のこと。地上に達すると竜巻を起こす。

### 付随して現れる雲
本体となる雲に付随するふつうは小さな雲で、離れているか一部が本体に繋がっている。
頭巾雲・ベール雲
頭巾雲（pileus、略号：pil.）は、積雲・積乱雲の雲頂に帽子をかぶせたようにベール状の雲が乗っている状態をいう。これがさらに大きく広がった場合にはベール雲（velum、略号：vel.）という。
ちぎれ雲
ちぎれ雲（pannus、略号：pan.）は、厚い雲の下を流れる断片雲。高層雲、積乱雲、積雲、乱層雲に現れる。
flumen
flumen（略号：flm）は、積乱雲に向かって流れ込む帯状の雲のこと。

## Special clouds
特殊な起源の雲。2017年版改訂で雲形分類表の親雲の欄を拡張、"Mother-clouds and special clouds"となりここに追加された。
flammagenitus
flammagenitus（略号：flgen）は、山火事や火山噴火を起源として発生する雲のこと。積雲、積乱雲に現れる。火災積雲も参照のこと。
homogenitus
homogenitus（略号：hogen）は、飛行機や工場の排熱などの人為的活動を起源として発生する雲のこと。巻雲、層雲、積雲、積乱雲に現れる。飛行機雲が10分間以上持続したものはCirrus homogenitusの名が与えられている。
homomutatus
homomutatus（略号：homut）は、飛行機などの人為的活動を起源に発生し、広がってより自然な形状に変異した雲のこと。巻雲、巻層雲、巻積雲に現れる。
cataractagenitus
cataractagenitus（略号：cagen）は、流れ落ちる滝の飛沫を起源として発生する雲のこと。層雲、積雲に現れる。
silvagenitus
silvagenitus（略号：sigen）は、森林の蒸発散による加湿を起源として発生する雲のこと。層雲に現れる。

## 成層圏以上の雲
Upper atmospheric cloudsとして示されている雲を列記する。
真珠母雲
氷結晶の極成層圏雲。
Nitric acid and water polar stratospheric clouds
硝酸塩結晶と過冷却水滴の極成層圏雲。cf.真珠母雲
夜光雲
極中間圏雲。

## 改訂史
国際雲図帳の改訂により、数度の変更や追加が行われてきた。
- 国際雲図帳第I巻 1956年版 - 10基本形の大分類を変更（層状雲(A族-上層雲,B族-中層雲,C族-下層雲),D族-対流雲から、上層雲,中層雲,下層雲へ）。上・中・下層雲の高度を変更。乱層雲を下層運から中層雲に変更。変種分類を種・変種・副変種に再編。
- 国際雲図帳第I巻 1975年版および国際雲図帳第II巻 1987年版 - 雲形分類の変更はなし。
- 国際雲図帳 2017年版 - 種1つ・副変種（部分的に特徴のある雲）5つ・副変種（付随して現れる雲）1つを追加、房状雲のみられる基本形に層積雲を追加、人間活動や火災などに起因する特殊な雲をSpecial cloudsとして追加。